# Huanglong (49 av. J.-C.)
Pour les articles homonymes, voir Huanglong (homonymie).
L'ère Huanglong, ou Houang-long (49 av. J.-C.) (chinois simplifié : 黄龙 ; chinois traditionnel : 黄龍 ; pinyin : Huánglóng ; litt. « dragon jaune ») est la septième et dernière ère chinoise de l'empereur Xuandi de la dynastie Han.
Cette ère est la première à comporter le sinogramme du dragon. Le nom de cette ère viendrait du fait qu'un dragon aurait été aperçu à Huanglong. Cet événement, considéré comme un signe de bon augure, poussa l'empereur Xuandi à proclamer une nouvelle ère

## Chronique

### 1reannée
- Seconde visite de Hu Hanxie à Xi'an.
- Mort de l'empereur Xuandi, son fils, le prince Liu Shi, lui succède sous le nom d'empereur Yuandi.

| Huanglong              | 1re année    |
| ---------------------- | ------------ |
| Calendrier julien      | 49 av. J.-C. |
| Calendrier sexagésimal | Renshen      |